# Kostel svatého Petra a Pavla (Kostelní Bříza)
Kostel svatého Petra a Pavla je římskokatolický, dříve farní kostel v Kostelní Bříze, místní části města Březová v okrese Sokolov v Karlovarském kraji. Od roku 1963 chráněn jako kulturní památka České republiky.
Kostel je výraznou dominantou, stojící na nejvyšším místě na severním okraji Kostelní Břízy.

## Historie
Přesná doba vzniku však není známa, jisté je, že to bylo před rokem 1588. Existuje písemný dokument, který vypovídá o tom, že v tom roce byla opravována střecha. Zprostředkovaná zmínka je z roku 1410, kdy v konfirmačních knihách pražského arcibiskupství z 11. dubna 1410 je uvedena zmínka o faráři z Kostelní Břízy. Potvrzení kostela spadá až do roku 1479 užitím rozšířeného názvu Kostelní Břízy v podobě Kirchenpirk. Do té doby se obec uváděla pouze jako Pirk. Nejstarší hmotnou dochovanou památkou kostel býval velký zvon s datací 1483. To předpokládá kostelní věž, minimálně však samostatně stojící zvonici. Předpokládá se, že původní kostel byl dřevěný a teprve v 16. století byl nahrazen zděnou stavbou. Důvodem byl narůstající počet věřících a zchátralost kostela. Objevovaly se i výrazné statické poruchy. Stavba byla zbořena a na jejím místě byl položen 11. října 1802 základní kámen. Kostel byl dostavěn na podzim roku 1805. K přistavění kostelní věže došlo až roku 1842. Do ní udeřil 15.  června 1864 blesk, jenž způsobil požár části stavby.
Po skončení druhé světové války došlo k odsunu německého obyvatelstva a v prostoru Slavkovského lesa vzniknul Vojenský výcvikový prostor Prameny.
Obec však nebyla armádou zcela zničena a v letech 1947 až 1953 sloužila jako ubytovací prostor pro vojáky.
Kostel přestal plnit své poslání, postupně chátral a byl užíván jako skladiště statku, který převzala armáda. Kostel chátral i po zrušení vojenského prostoru a opuštění území armádou. Zcela zdevastovaný kostel našel své zastánce teprve roku 2002 a Nadace pro děti jej postupně navrací k životu.

## Architektura
Otázka architekta kostela není uspokojivě objasněna. V úvahách historiků se objevuje jméno tepelského stavitele Wenzela Hausmanna (1727-1808). Kostel totiž slohově, svými kompozičními znaky a řadou detailů ukazuje na jiné kostely tohoto stavitele, například kostela sv. Jiljí v Teplé nebo kostela sv. Pavla v Rájově. Jednolodní a orientovaný kostel je příkladem zlomového slohového období mezi barokem (respektive rokokem) a nastupujícím klasicismem. Architektura kostela dokládá, že jeho autor, i přes určitou časovou disproporci, uvažoval ještě v intencích vrcholného baroka a prvky klasicismu se potom uplatňují zejména v detailech. Loď kostela je obdélná, s mohutnou hranolovou věží na západní straně. Kruchtu s klenbami podepírají jednoduché pilíře, nad obloukovými okny jsou pětiboké lunety. Stěny lodi jsou na obou stranách členěny poli, oddělenými pilastry s horními klasicistními hlavicemi. Kostel má dlouhý půlkruhový presbytář, nad ním se zvedá sanktusová vížka s pravoúhlými přístavky po obou jeho stranách a mansardovými střechami. Za architektonicky cenný detail lze považovat hlavní portál v přízemí věže nebo oba boční portály.

## Interiér
Jasnější představu o vybavení kostela poskytují kostelní účty z roku 1795. Ty dokladují spíše bohatší, převážně barokní výzdobu. Na hlavním oltáři byl umístěn barokní obraz s motivem ukřižovaného Krista, po stranách stáli sv.  Petr a sv.  Pavel. Vrchol oltáře zdobil obraz chlumské Madony. Menší oltář sv.  Jana Nepomuckého, byl na epištolní straně, na evangelní straně oltář Panny Marie. V kostele byly sochy sv.  Anny, Panny Marie, Zmrtvýchvstání Krista a reliéf Ukřižování Krista. V účtech jsou uvedeny i sedmirejtříkové varhany z roku 1827 od chebského varhanáře Ignaze Müllera (1807-1878). Ty byly kolem roku 1947 odvezeny na Slovensko do Belé pri Varínu. Účty hovoří dále o třech zvonech a o starých železných hodinách. Mobiliář byl po roce 1945 většinou zničen a rozkraden.

### Náhrobníky
V kostele se nacházejí dva náhrobníky. Předpokládá se, že ve starém kostele byli pohřbíváni jak duchovní správci vrchnosti, tak příslušníci rodů, které vlastnily zdejší feudální statky a byly kostelními patrony. V původním kostele nebyla pravděpodobně hrobka, a tak náhrobníky překrývaly místo pohřbeného v úrovni podlahy nebo byly umístěny nad hrobem a vsazeny do zdi. Ještě v roce 1785 se v kostele nacházely renesanční náhrobní kameny Engelharda ze Steinbachu (z roku 1563) a faráře Salomona Polera (z roku 1602). Dochován zůstal erbovní náhrobník z roku 1602 bývalého hejtmana Loketského kraje a majitele zdejšího panství rytíře Jana Václava Turby, který zemřel 4. ledna 1772. Na erbu barokního náhrobníku zůstaly fragmenty původní polychromie, latinský nápis, který obsahuje zejména biografické údaje o zemřelém. Druhý náhrobník je renesanční. Je to umělecky hodnotný náhrobník šlechtičny Perpetuy ze Steinbachu, která zemřela roku 1584. Ten obsahuje kromě německého textu soubor osmi erbů, jež vypovídají mimo jiné o spřízněnosti s dalšími šlechtickými rody.

## Reliéfy exteriéru
Ve zdech kostela se nachází několik reliéfů, z nichž některé, vzhledem k jejich časovému zařazení, zdobily s vysokou pravděpodobností už původní kostel. U hlavního vchodu je zapuštěn lichoběžníkový reliéf s motivem Zmrtvýchvstání Krista. Renesanční dílo z 16. století zobrazuje tradiční pojetí této scény, je však překvapivě dramatický, například zděšení přítomných zbrojnošů. Nad tímto reliéfem i nad výškou lodi je ve zdi obdélníkový reliéf s motivem Ukřižování Krista. Výjev je obohacen o postavy mužů šlechtického původu a figury žen a dětí. Svým výrazem spadá do 16. století. Nad bočním portálem přístavku kostelní věže na jižní straně je vsazen renesanční reliéf z roku 1583 se zobrazením erbu šlechtického rodu. Roku 2010 byl při odkrývání starých omítek věže kostela nalezen kamenný středověký reliéf vsazený do zdi. Jedná se o torzo reliéfu, takže nelze datovat. Postavy nemají svatozáře, avšak muže s klíčem lze identifikovat jako sv.  Petra, druhého pak jako sv.  Pavla. To odpovídá zasvěcení kostela. Petrův klíč je zakončen rozetou, která poukazuje na datování reliéfu do 13. století. Postava po Petrově levici drží snop obilí, postava po Pavlově pravici pak Beránka. Podle odborníků na středověkou ikonografii by se mohlo jednat o Kaina a Ábela, tedy o předobraz novozákonní oběti. V souvislosti s odkrytím reliéfu se objevily i další interpretace. Nejmladší reliéf je v supraportě jižního bočního portálu lodi. Pochází z počátku stavby nového kostela, z roku 1802 a kromě jména majitele panství nese erb rodu Spíglů.

## Galerie

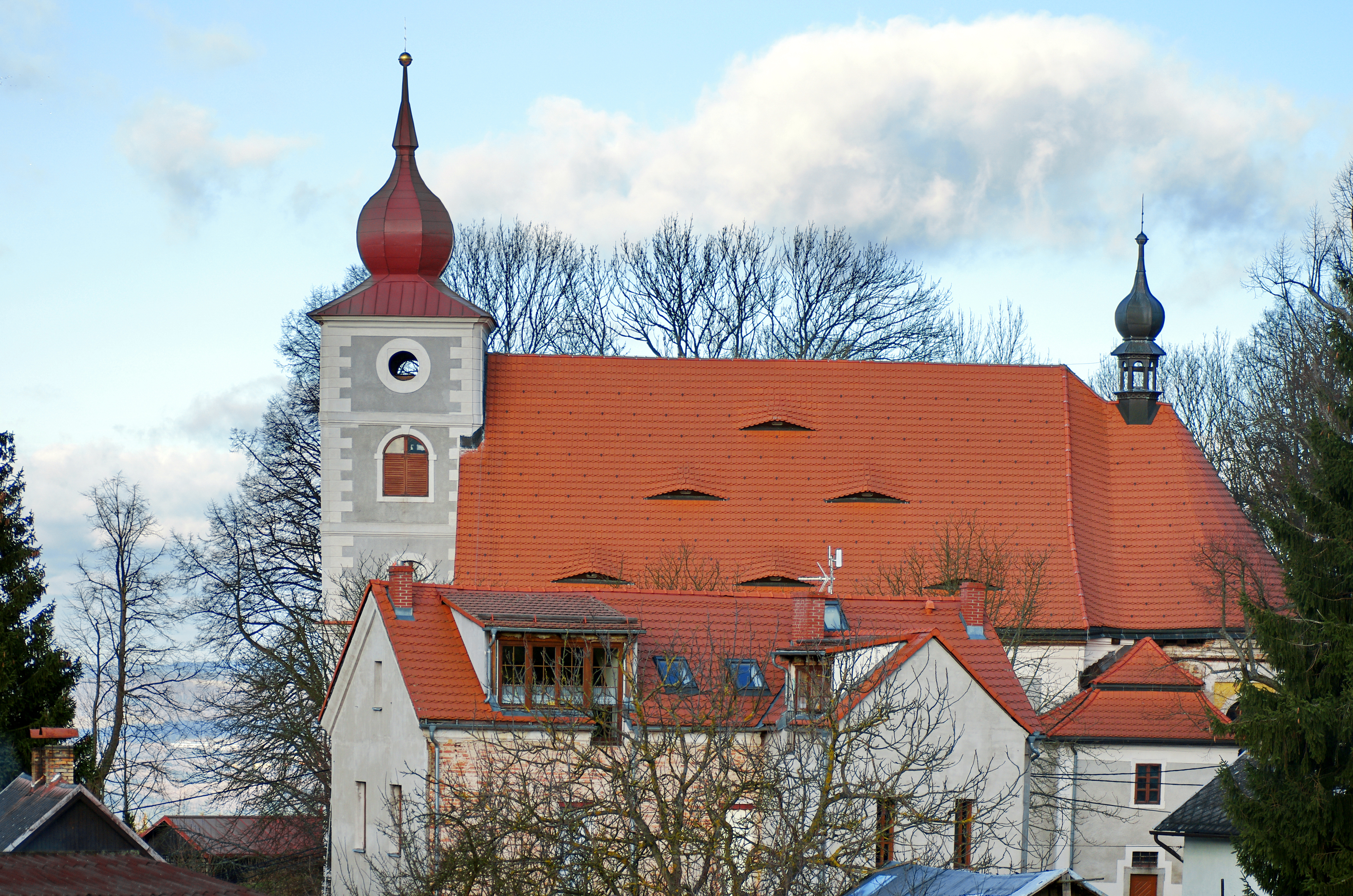
Pohled od jihovýchodu
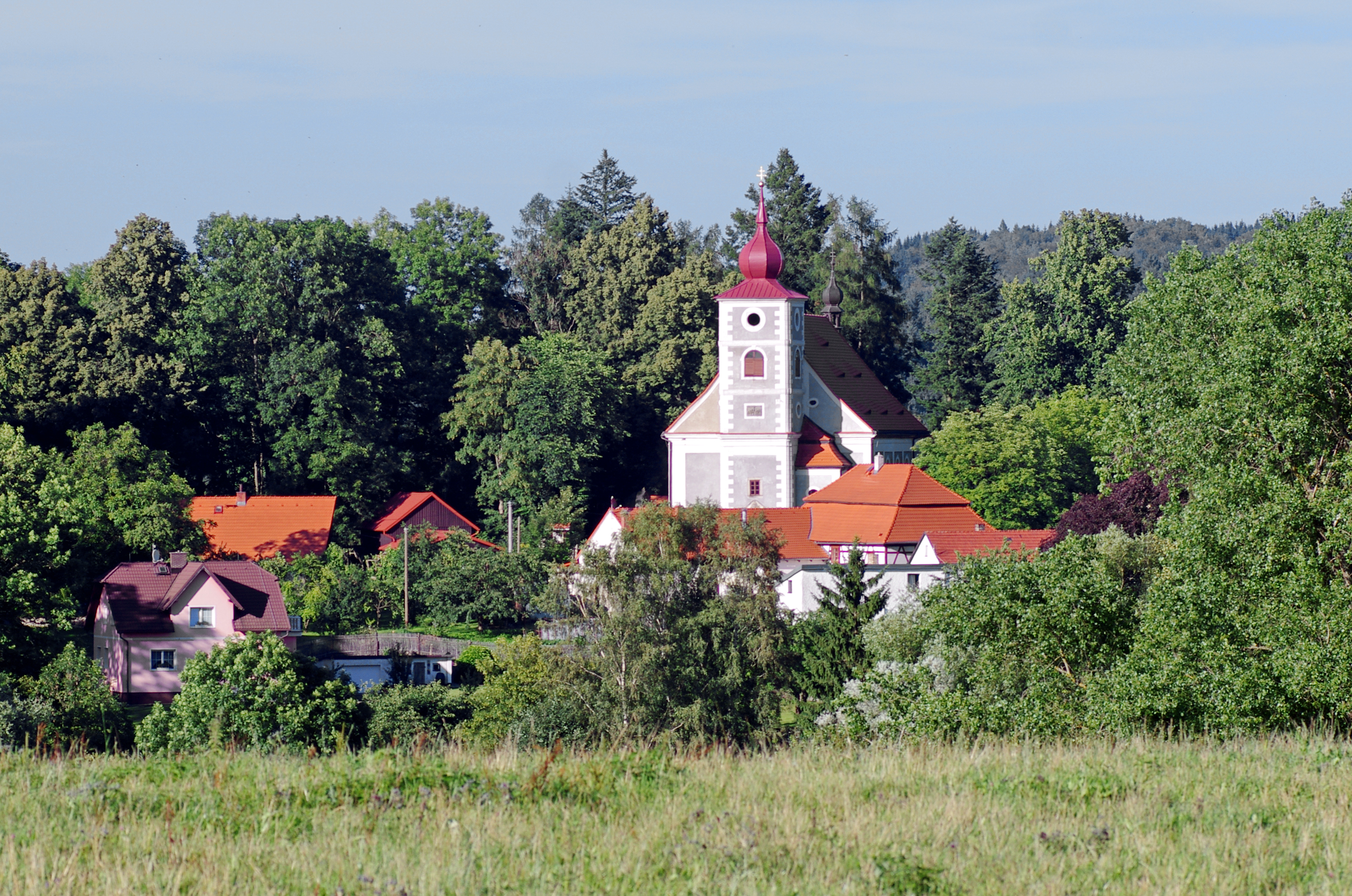
Pohled od jihozápadu
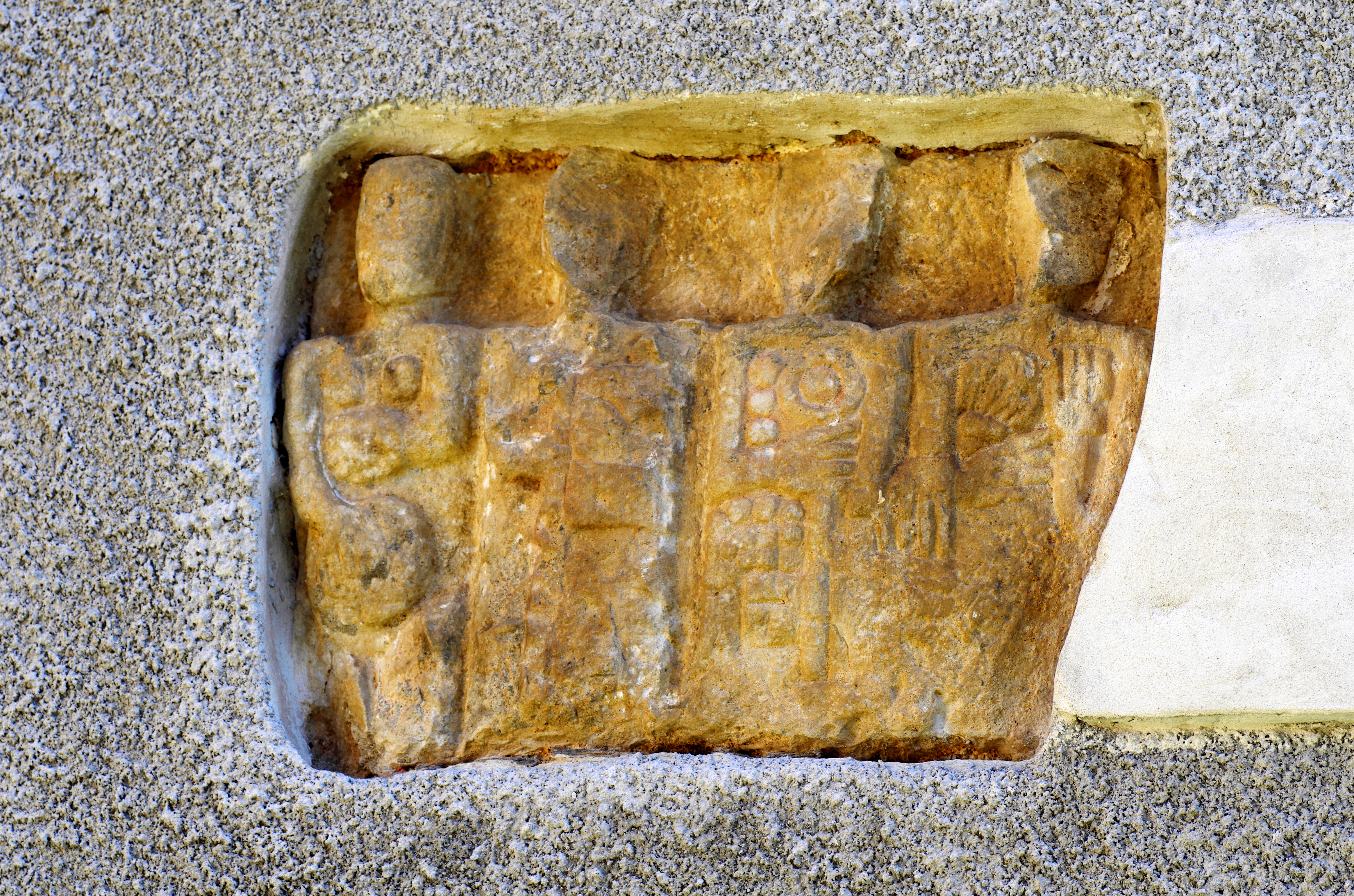
Středověký reliéf
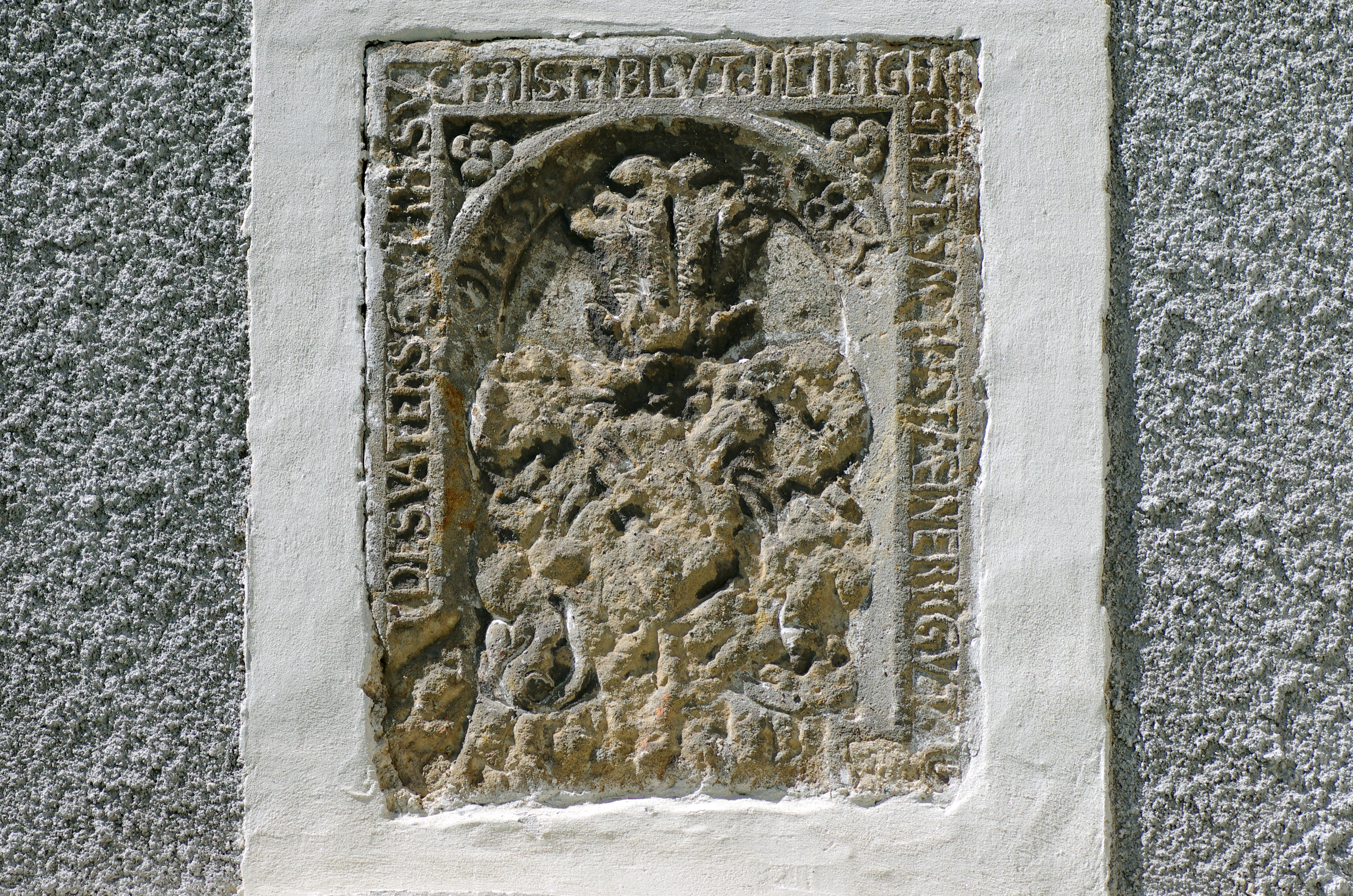
Renesanční reliéf z roku 1583
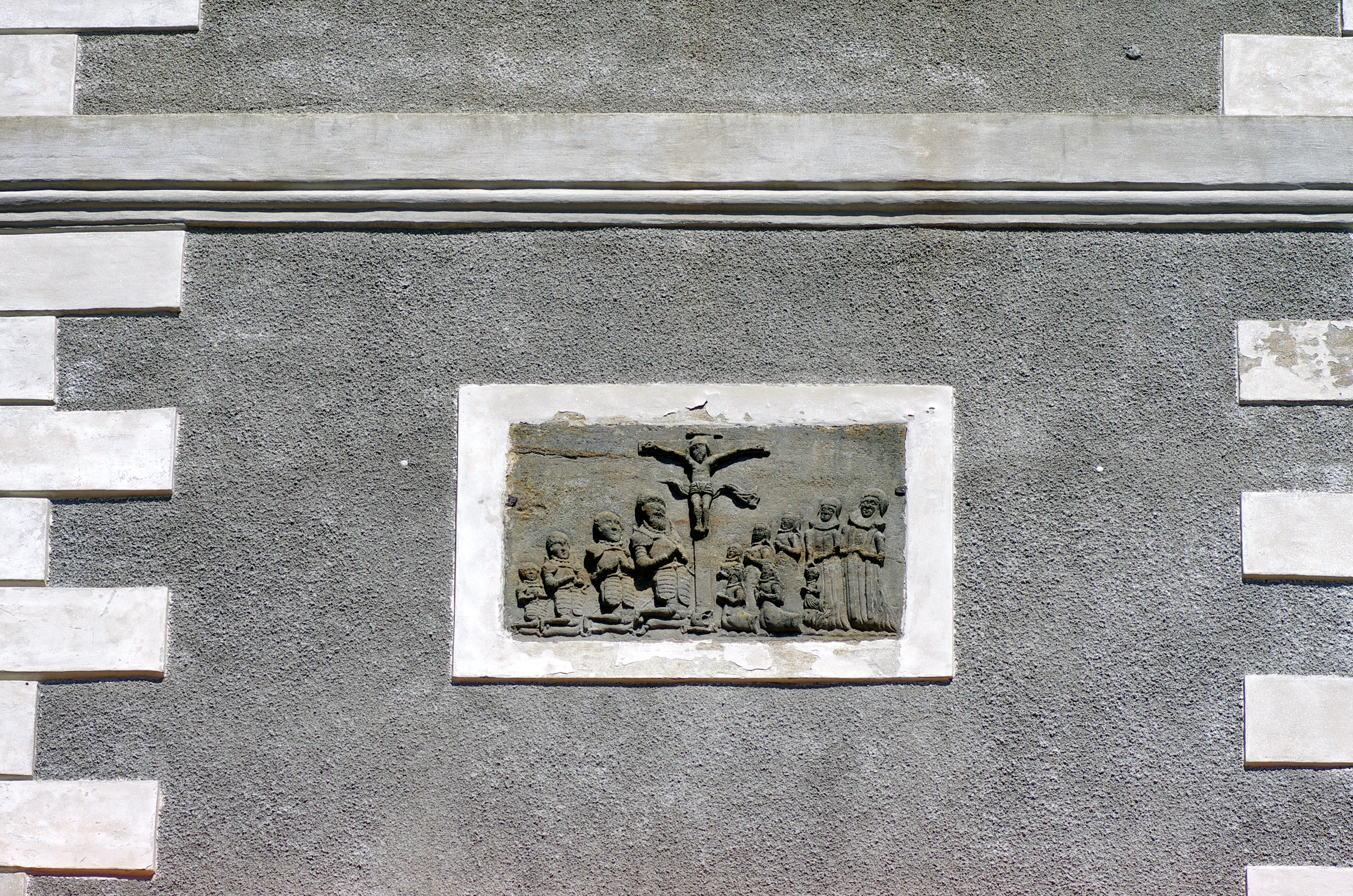
Reliéf Ukřižování Krista
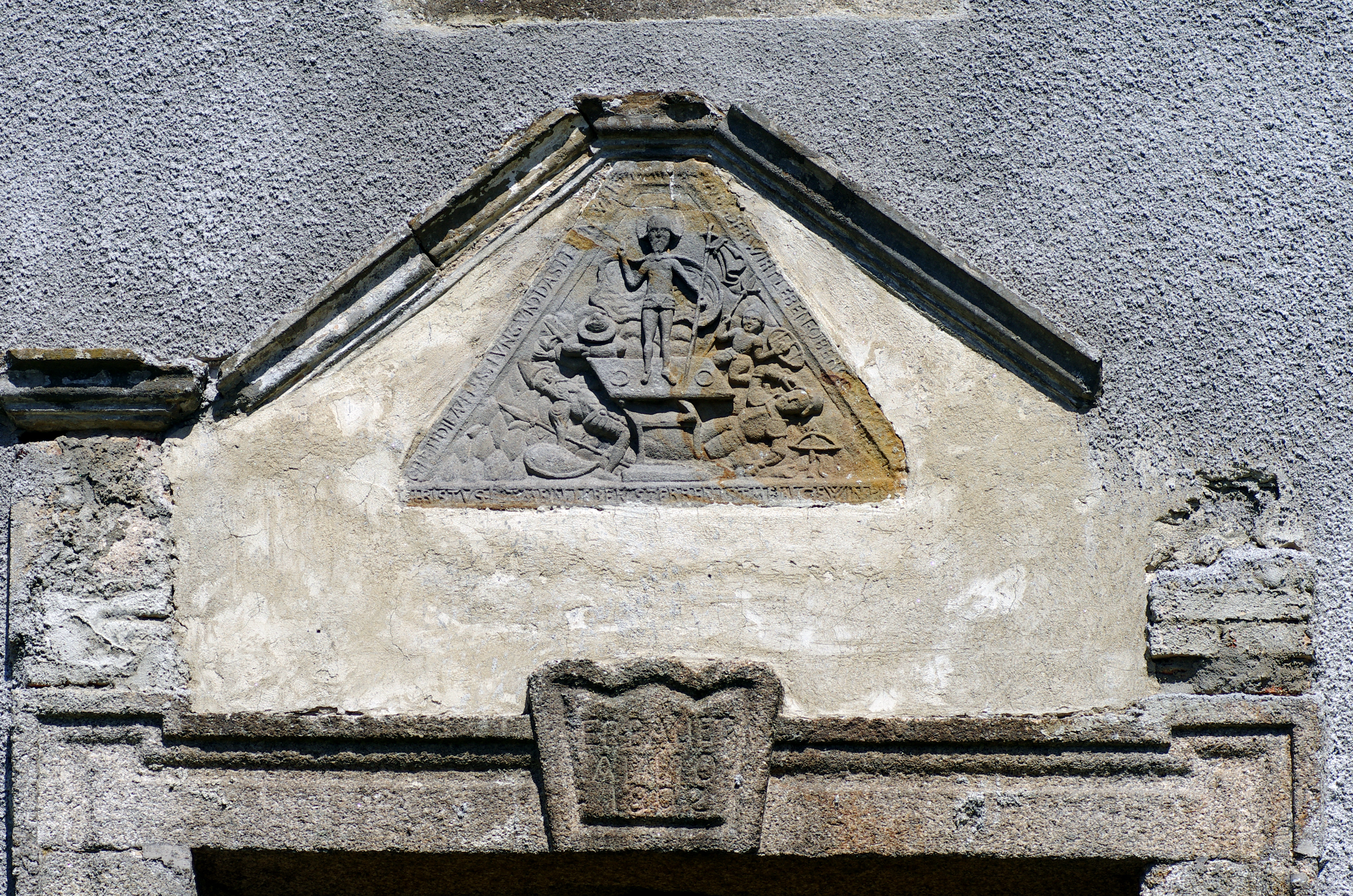
Reliéf Zmrtvýchvstání Krista
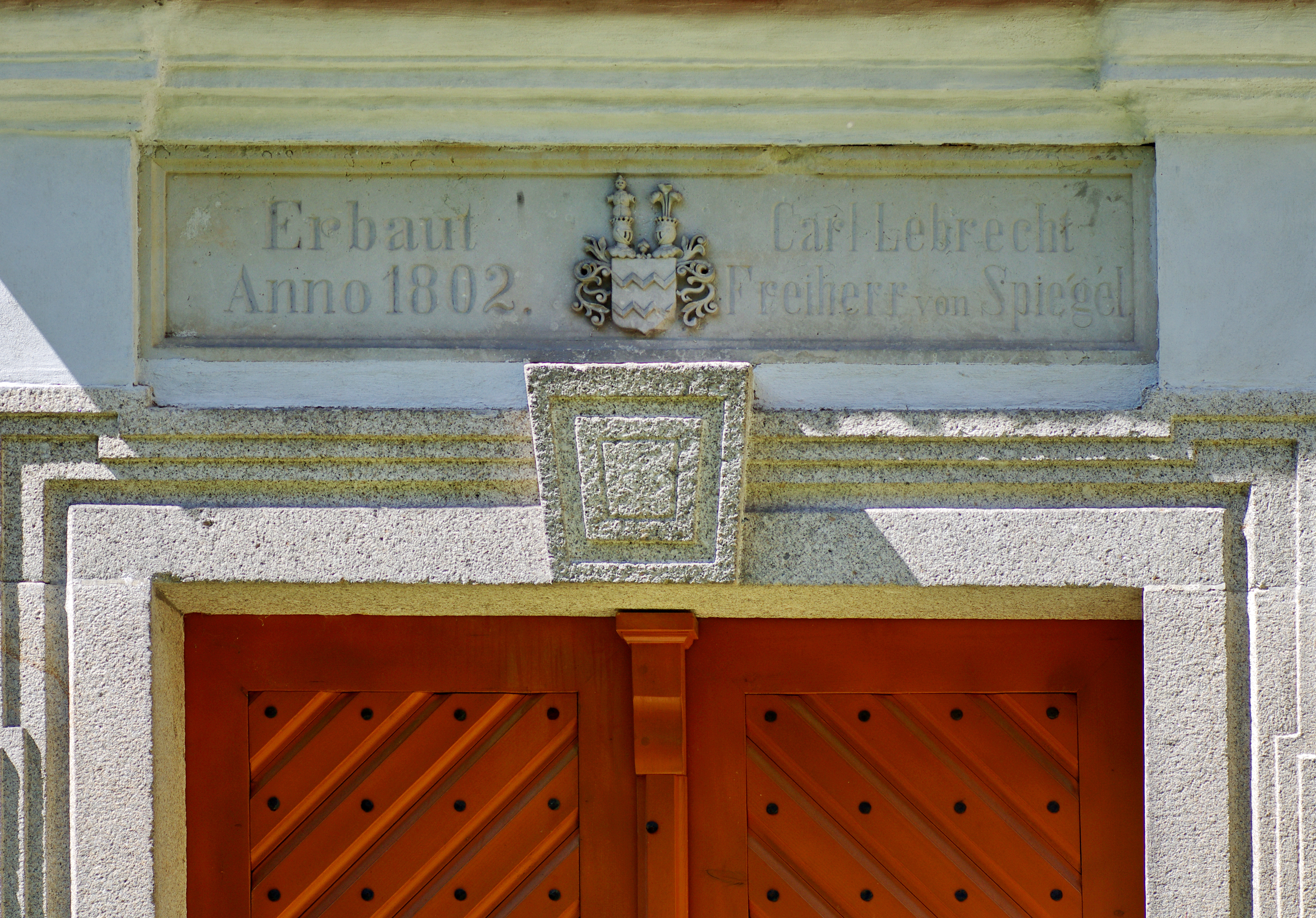
Reliéf z roku 1802